# Might and Magic VII: For Blood and Honor
Might and Magic VII: For Blood and Honor ist ein Rollenspiel für Windows, das 1999 von 3DO veröffentlicht und von New World Computing entwickelt wurde; es wurde 2011 auf GOG.com erneut veröffentlicht. Das Spiel knüpft sowohl an die Ereignisse von Heroes of Might and Magic III (einem Prequel zu For Blood and Honor) als auch an die von Might and Magic VI: The Mandate of Heaven an. Die Spieler bilden eine Gruppe aus vier Charakteren, die bei einer Schnitzeljagd ein Schloss gewinnen und bald in politische Ereignisse auf dem Kontinent Antagarich in der Welt Enroth verwickelt werden, bevor sie schließlich einen von zwei Wegen wählen und mit einer Reihe von Charakteren zusammenarbeiten, deren Handlung die Ereignisse von Might and Magic III: Isles of Terra fortsetzt. Das Spiel Might and Magic VIII: Day of the Destroyer ist eine Fortsetzung von Blood and Honor.

## Spielprinzip und Neuigkeiten
Die meisten Aspekte des Spielprinzips wurden aus dem Vorgängerspiel übernommen. Dabei wurde die Charaktererzeugung überarbeitet, im Gegensatz zum Vorgänger kann ein spielbarer Charakter ein Mensch, Elb, Zwerg oder Goblin sein. Es gibt Gegenstände, die von bestimmten Rassen eingesetzt werden können. Ferner sind drei weitere Klassen hinzugefügt.
Das Fertigkeitssystem wurde auch überarbeitet. Die Stufe Großmeister wurde eingeführt, dafür wurde der Stufeneinstieg restriktiver, indem höhere Stufen abhängig von der Klasse und Beförderung gemacht worden sind. Beispielsweise kann ein Dieb die Fertigkeit Schwert erlernen, aber nur die vollständig beförderten Ritter können die Großmeisterstufe erreichen.
Ansprechbare, nicht spielbare Charaktere können unabhängig vom Ruf angesprochen werden, daher wurde die Fertigkeit Diplomatie ersatzlos entfernt.
Die Zubereitung der Tränke wurde von der neu eingeführten Fertigkeit Alchimie abhängig gemacht und dadurch können komplexere Tränke nur bedingt zubereitet werden.
Auch das Magiesystem wurde überarbeitet. Die Fertigkeitsstufe einer Fertigkeit, die auf eine Magieschule basiert, bestimmt, welche Zaubersprüche ein Charakter erlernen kann.
Ein neues Minispiel mit dem Titel Arcomage wurde eingeführt. Dieses Spiel kann nach Erledigung einer bestimmten Aufgabe in den Wirtshäusern gespielt werden.
In der Mitte des Spiels entscheidet der Spieler für den guten oder bösen Weg, was direkten Einfluss auf die Handlung, die Bedienoberfläche und die möglichen Beförderungen hat. Auch wenn die meisten Beförderungen fast identisch sind, bieten einige Beförderungen des bösen Wegs Vorteile, die durch entsprechende Nachteile ausgeglichen sind. In Rezensionen und Kritiken wird ausführlich über das Spiel diskutiert.

## Handlung
Der Spieler steuert die vier Helden, die an einen Wettbewerb in Form einer Schnitzeljagd teilnehmen. Die vier Helden gewinnen den Wettbewerb und werden mit dem Schloss Harmondale belohnt, die im verwüsteten Zustand liegt. Nach dem Rauswurf ungewünschter Gäste bitten die Helden dem Zwergenkönig, das Schloss zu reparieren, wofür sie vorerst die verlorenen Minenarbeiter finden und retten.
Bald erfahren die Helden die Wahrheit über Harmondale: Harmondale ist ein bestrittenes Land zwischen Menschen und Elben, wobei beide Seiten versuchen, die Helden für sich zu gewinnen. Dem Spieler steht es frei, einer der beiden Seiten zu helfen oder neutral zu bleiben, letzteres führt zur Unabhängigkeit von Harmondale.
Während dieser Verhandlungen stirbt der dafür zuständige Richter und der Spieler ist beauftragt, einen neuen Richter zu wählen, jeweils aus Bracada und Deyja werden Kandidaten vorgestellt. Die Entscheidung des Spielers bestimmt, welchem Weg der Spieler folgen wird.
Wählt der Spieler den Richter von Bracada, wird die Krise friedlich gelöst und der Spieler verfolgt somit dem guten Weg. Nach der Erledigung der Aufgaben, die Gavin Magnus, der König von Bracada, und seine vier Berater geben, erklärt Resurrectra, die Anführerin der Berater, dass sie eigentlich aus der Welt von Terra kommen, aber wegen des Absturzes von ihrem Raumschiff die Reise abbrechen mussten. Für die Weiterreise sei es erforderlich, dass Xenofex, der Anführer der Kreegans, getötet wird.
Auf dem Weg zu Xenofex begegnen die Helden Archibald, der mittlerweile seine Taten bereut und den Helden helfen, aber auch sich mit seinem Bruder versöhnen will, falls er noch am Leben ist. Die Helden schaffen es tatsächlich, Roland in einer Gefängniszeile zu finden und zu retten. Nachdem Xenofex getötet wurde, beschließen Roland und Catherine, Archibald zu vergeben und ins Exil zu schicken, wobei er seine Experimente weiterhin durchführen kann, solange er keine Bedrohung darstellt.
Resurrectra erzählt den Helden den Rest ihrer Geschichte: Eigentlich waren es nicht vier, sondern acht Reisende. Durch eine Auseinandersetzung hatten sie sich getrennt, nachdem jede Partei einen Sicherheitsmechanismus aktivierte, die das Betreten des Raumschiffs Lincoln für die Mitglieder der anderen Partei verhinderte. Aus dem Raumschiff müsse ein spezielles Teil geholt werden, das sonst nirgendwo auf Enroth existierte, um ein Dimensionstor zu öffnen und die Reise fortzusetzen. Erledigen die Helden die Aufgabe, landen sie in ein Kontrollzentrum, das von einer C.O.R.A.K-Einheit bewacht wurde. Diese erklärt, dass das Zentrum die Möglichkeit anbietet, überall hinzugehen, wo man möchte, was mehr als die Fortsetzung der Reise anbietet. Dieses Ende gilt als kanonisches Ende.
Entscheidet der Spieler für den Richter von Deyja, verschlimmert sich die Lage und es kommt zum Krieg, von dem die Nekromanten aus Deyja am meisten profitieren, der Spieler folgt somit dem bösen Weg. Die Geschehnisse laufen parallel, nach der Erledigung der Aufgaben von Archibalds Beratern stürzt Kastore, der Anführer von Archibalds Beratern, Archibald und wird selbst König von Deyja. Im Gegensatz zu Resurrectra will er die Reise nicht fortsetzen, da er ein Artefakt von Ancients entdeckte, die die Möglichkeit anbietet, jeden bekannten Gegenstand zu duplizieren. Mit dessen Hilfe will er die Welt von Enroth durch futuristische Waffen erobern. Nachdem der Spieler das spezielle Teil, das auch Resurrectra benötigte, an Kastore liefert, aktiviert dieser das Artefakt und startet seine Kampagne für die Eroberung von Enroth. Ursprünglich war dieses Ende als kanonisches Ende geplant, aber durch die stark negativen Reaktionen von Fans wurde darauf verzichtet.

## Rezeption
Facts on File, Inc: Software and CD-ROM Reviews on File, Band 15, 1999, Verlag, Facts on File, Incorporated, OCLC 34315061